# 第7裝甲旅 (以色列)
第7哈蒂瓦舍瓦裝甲旅（希伯來語：‎）是以色列國防軍的現役部隊。於1948年以色列-阿拉伯戰爭期間組建，為以色列建軍最久的裝甲旅。自此，該旅一直以主力身份參與以軍的重要軍事行動。